# Чемпионат СССР по хоккею с мячом 1976/1977
29-й чемпионат СССР по хоккею с мячом проходил с 21 ноября 1976 года по 19 марта 1977 года. В высшей лиге играли 14 команд. Сыграно 182 матча, в них забито 1279 мячей. Чемпионом СССР впервые стала команда «Динамо» (Алма-Ата).

## Высшая лига
| М  | Команда                            | 1        | 2        | 3        | 4        | 5       | 6       | 7       | 8        | 9       | 10      | 11       | 12       | 13       | 14      | В  | Н | П  | Мячи             | О  |
| -- | ---------------------------------- | -------- | -------- | -------- | -------- | ------- | ------- | ------- | -------- | ------- | ------- | -------- | -------- | -------- | ------- | -- | - | -- | ---------------- | -- |
| 1  | «Динамо» (Алма-Ата)                |          | 9:3 1:2  | 14:2 4:4 | 12:3 2:2 | 7:2 0:0 | 6:3 7:3 | 4:1 6:2 | 9:2 9:3  | 4:2 5:5 | 5:3 5:2 | 10:2 5:1 | 5:2 5:3  | 14:0 5:2 | 4:1 1:1 | 20 | 5 | 1  | 158 — 56 = + 102 | 45 |
| 2  | «Динамо» (Москва)                  | 2:1 3:9  |          | 2:3 5:6  | 3:3 9:1  | 4:3 5:5 | 6:5 1:0 | 7:4 3:3 | 9:3 2:2  | 6:3 0:0 | 9:1 3:3 | 5:1 7:1  | 4:2 5:1  | 10:3 6:4 | 4:0 3:0 | 17 | 6 | 3  | 123 — 67 = + 56  | 40 |
| 3  | «Волга» (Ульяновск)                | 4:4 2:14 | 6:5 3:2  |          | 5:3 5:5  | 6:1 3:4 | 1:1 4:1 | 5:1 3:5 | 4:2 2:10 | 6:4 3:3 | 5:2 7:5 | 6:3 3:2  | 17:6 3:4 | 4:3 2:3  | 8:6 3:4 | 15 | 4 | 7  | 120 — 103 = + 17 | 34 |
| 4  | «Зоркий» (Красногорск)             | 2:2 3:12 | 1:9 3:3  | 5:5 3:5  |          | 0:5 4:4 | 5:6 4:6 | 7:5 4:3 | 5:2 2:4  | 4:3 0:6 | 5:3 3:4 | 5:1 2:0  | 6:0 5:3  | 1:0 3:2  | 2:2 2:1 | 12 | 5 | 9  | 86 — 96 = — 10   | 29 |
| 5  | «Вымпел» (Калининград Моск. обл.)  | 0:0 2:7  | 5:5 3:4  | 4:3 1:6  | 4:4 5:0  |         | 3:2 3:3 | 0:1 4:3 | 4:4 1:4  | 4:2 2:7 | 1:1 1:5 | 2:2 0:1  | 3:4 4:2  | 4:2 4:1  | 5:1 5:1 | 10 | 7 | 9  | 74 — 75 = — 1    | 27 |
| 6  | СКА (Свердловск)                   | 3:7 3:6  | 0:1 5:6  | 1:4 1:1  | 6:4 6:5  | 3:3 2:3 |         | 5:4 3:3 | 6:4 3:7  | 6:4 2:6 | 4:2 3:6 | 6:3 1:5  | 8:3 3:4  | 5:1 5:3  | 2:2 6:5 | 11 | 4 | 11 | 98 — 102 = — 4   | 26 |
| 7  | «Старт» (Горький)                  | 2:6 1:4  | 3:3 4:7  | 5:3 1:5  | 3:4 5:7  | 3:4 1:0 | 3:3 4:5 |         | 2:1 4:7  | 2:2 1:5 | 5:3 0:0 | 2:1 6:2  | 2:2 3:3  | 4:3 4:3  | 7:1 2:2 | 9  | 7 | 10 | 79 — 86 = — 7    | 25 |
| 8  | «Енисей» (Красноярск)              | 3:9 2:9  | 2:2 3:9  | 10:2 2:4 | 4:2 2:5  | 4:1 4:4 | 7:3 4:6 | 7:4 1:2 |          | 5:3 6:5 | 5:2 4:7 | 5:5 0:2  | 5:1 5:5  | 2:3 7:8  | 3:2 2:3 | 10 | 4 | 12 | 104 — 108 = — 4  | 24 |
| 9  | СКА (Хабаровск)                    | 5:5 2:4  | 0:0 3:6  | 3:3 4:6  | 6:0 3:4  | 7:2 2:4 | 6:2 4:6 | 5:1 2:2 | 5:6 3:5  |         | 4:1 2:6 | 5:1 3:3  | 6:3 4:4  | 6:2 0:4  | 3:3 2:2 | 8  | 8 | 10 | 95 — 85 = + 10   | 24 |
| 10 | «Уральский трубник» (Первоуральск) | 2:5 3:5  | 3:3 1:9  | 5:7 2:5  | 4:3 3:5  | 5:1 1:1 | 6:3 2:4 | 0:0 3:5 | 7:4 2:5  | 6:2 1:4 |         | 3:3 2:2  | 1:1 6:6  | 1:1 3:1  | 2:1 3:6 | 7  | 8 | 11 | 77 — 92 = — 15   | 22 |
| 11 | «Локомотив» (Иркутск)              | 1:5 2:10 | 1:7 1:5  | 2:3 3:6  | 0:2 1:5  | 1:0 2:2 | 5:1 3:6 | 2:6 1:2 | 2:0 5:5  | 3:3 1:5 | 2:2 3:3 |          | 8:1 5:1  | 1:1 1:3  | 5:3 2:5 | 6  | 6 | 14 | 63 — 92 = — 29   | 18 |
| 12 | «Юность» (Омск)                    | 3:5 2:5  | 1:5 2:4  | 4:3 6:17 | 3:5 0:6  | 2:4 4:3 | 4:3 3:8 | 3:3 2:2 | 5:5 1:5  | 4:4 3:6 | 6:6 1:1 | 1:5 1:8  |          | 2:1 1:2  | 7:2 3:2 | 6  | 6 | 14 | 74 — 120 = — 46  | 18 |
| 13 | «Кузбасс» (Кемерово)               | 2:5 0:14 | 4:6 3:10 | 3:2 3:4  | 2:3 0:1  | 1:4 2:4 | 3:5 1:5 | 3:4 3:4 | 8:7 3:2  | 4:0 2:6 | 1:3 1:1 | 3:1 1:1  | 2:1 1:2  |          | 5:1 5:5 | 7  | 3 | 16 | 66 — 101 = — 35  | 17 |
| 14 | «Водник» (Архангельск)             | 1:1 1:4  | 0:3 0:4  | 4:3 6:8  | 1:2 2:2  | 1:5 1:5 | 5:6 2:2 | 2:2 1:7 | 3:2 2:3  | 2:2 3:3 | 6:3 1:2 | 5:2 3:5  | 2:3 2:7  | 5:5 1:5  |         | 4  | 7 | 15 | 62 — 96 = — 34   | 15 |

В верхних строках таблицы приведены результаты домашних матчей, а в нижних-результаты игр на выезде.

## Итоговая таблица чемпионата
| Команда                                | И  | В  | Н | П  | М       | О  |
| -------------------------------------- | -- | -- | - | -- | ------- | -- |
| 1. «Динамо» (Алма-Ата)                 | 26 | 20 | 5 | 1  | 158:56  | 45 |
| 2. «Динамо» (Москва)                   | 26 | 17 | 6 | 3  | 123:67  | 40 |
| 3. «Волга» (Ульяновск)                 | 26 | 15 | 4 | 7  | 120:103 | 34 |
| 4. «Зоркий» (Красногорск)              | 26 | 12 | 5 | 9  | 86:96   | 29 |
| 5. «Вымпел» (Калининград Моск. обл.)   | 26 | 10 | 7 | 9  | 74:75   | 27 |
| 6. СКА (Свердловск)                    | 26 | 11 | 4 | 11 | 98:102  | 26 |
| 7. «Старт» (Горький)                   | 26 | 9  | 7 | 10 | 79:86   | 25 |
| 8. «Енисей» (Красноярск)               | 26 | 10 | 4 | 12 | 104:108 | 24 |
| 9. СКА (Хабаровск)                     | 26 | 8  | 8 | 10 | 95:85   | 24 |
| 10. «Уральский трубник» (Первоуральск) | 26 | 7  | 8 | 11 | 77:92   | 22 |
| 11. «Локомотив» (Иркутск)              | 26 | 6  | 6 | 14 | 63:92   | 18 |
| 12. «Юность» (Омск)                    | 26 | 6  | 6 | 14 | 74:120  | 18 |
| 13. «Кузбасс» (Кемерово)               | 26 | 7  | 3 | 16 | 66:101  | 17 |
| 14. «Водник» (Архангельск)             | 26 | 4  | 7 | 15 | 62:96   | 15 |

## Составы команд и авторы забитых мячей
1. «Динамо» (Алма-Ата) (20 игроков): Миннеула Азизов (19), Владимир Пахомов (26) — Владимир Алексеев (25; 1), Мурат Жексенбеков (16; 0), Геннадий Любченко (26; 1), Александр Осокин (18; 0), Яков Апельганец (25; 2), Фарит Зигангиров (21; 2), Леонид Лобачёв (19; 17), Вячеслав Панёв (26; 15), Борис Третьяков (26; 4), Николай Шмик (25; 1), Евгений Агуреев (25; 33), Сергей Битков (15; 7), Валерий Бочков (19; 15), Вячеслав Горчаков (25; 13), Александр Ионкин (26; 30), Борис Чехлыстов (21; 16). В составе команды также выступали Владимир Зайцев (1; 0) и Валерий Привалов (7; 1).
2. «Динамо» (Москва) (17 игроков): Александр Теняков (12; −7), Геннадий Шишков (22; −60) — Евгений Герасимов (23; 10), Виктор Мартынов (19; 0), Леонид Палладий (25; 1), Евгений Горбачёв (24; 4), Александр Дудин (26; 11), Владимир Плавунов (25; 16), Владимир Янко (25; 10), Сергей Гава (21; 4), Георгий Канарейкин (25; 24), Анатолий Козлов (16; 3), Юрий Лизавин (23; 20), Валерий Маслов (24; 15), Владимир Тарасевич (22; 4). В составе команды также выступали Евгений Лукашевич (10; 1), Сергей Корнеев (4; 0).
3. «Волга» (Ульяновск) (18 игроков): Александр Господчиков (14), Леонард Мухаметзянов (24) — Виталий Агуреев (26; 0), Олег Кочетков (16; 0), Вячеслав Лампеев (26; 0), Борис Малявкин (23; 0), Владимир Михеев (23; 0), Виктор Солдатов (21; 0), Евгений Землянов (18; 0), Сергей Наумов (25; 13), Владимир Терехов (25; 11), Михаил Тонеев (23; 17), Николай Афанасенко (26; 41), Владимир Куров (14; 3), Геннадий Кушнир (23; 14), Владимир Масленников (24; 2), Анатолий Рушкин (24; 18). В составе команды также выступал Юрий Сизов (5; 1).
4. «Зоркий» (Красногорск) (18 игроков): Валерий Мозгов (26) — Владимир Буренков (23; 2), Михаил Гордеев (26; 11), Александр Григорьев (23; 7), Сергей Лапин (20; 3), Сергей Майборода (26; 10), Евгений Манкос (22; 7), Анатолий Мосягин (14; 5), Александр Никитин (25; 0),  Юрий Петров (19; 20), Виктор Рыбин (23; 1), Николай Сазонов (26; 4), Алексей Семёнов (24; 2), Николай Соловьёв (21; 2), Николай Чегодаев (26; 11). В составе команды также выступали Юрий Андриенко (6; 0), Виктор Рыбин (5; 1) и вратарь Андрей Герасимов (4).
5. «Вымпел» (Калининград Московской области) (19 игроков): Владимир Болденко (20), Алексей Кичигин (9) − Геннадий Баданин (20; 1), Сергей Баранников (25; 0), Олег Загороднев (16; 7), Валерий Ильин (20; 1), Валентин Кучин (10; 3), Евгений Люляев (19; 3), Расик Мухаметзянов (25; 4), Юрий Парыгин (26; 0), Анатолий Попов (26; 23), Валерий Разгоняев (23; 1), Николай Семёнычев (23; 1), Виктор Стариков (25; 9), Геннадий Шахманов (26; 21). В команде также выступали Г. Бобков (2; 0), Владимир Ванин (1; 0), Евгений Данилов (1; 0), Николай Черноусов (1; 0).
6. СКА (Свердловск) (22 игрока): Виктор Замараев (22), Валерий Попков (17) — Александр Артемьев (21; 0), Леонид Воронин (20; 0), Александр Гусев (20; 2), Владимир Денисов (20; 5), Александр Измоденов (25; 1), Семён Ковальков (26; 6), Геннадий Крюков (16; 0), Сергей Максименко (26; 7), Владимир Матвеев (24; 0), Вячеслав Мишурнов (18; 0), Леонид Павловский (16; 0), Сергей Пискунов (25; 15), Валерий Полодухин (21; 1), Дмитрий Репях (23; 2), Александр Сивков (26; 44), Борис Удодов (17; 8), Валерий Эйхвальд (17; 7). В команде также выступали Сергей Бутаков (1; 0), Сергей Титлин (3; 0) и вратарь Сергей Карнаухов (1).
7. «Старт» (Горький) (20 игроков): Николай Домненков (11), Александр Кадышев (26) — Юрий Гаврилов (13; 0), Сергей Гладких (25; 3), Евгений Горячев (25; 15), Анатолий Грезнев (22; 0), Олег Грибов (25; 7), Виктор Колбинов (25; 1), Сергей Кондрашов (26; 7), Вячеслав Крыгин (26; 13), Владимир Куликов (26; 14), Валерий Осипов (24; 0), Анатолий Паршин (26; 2), Геннадий Перфильев (25; 3), Виктор Пугачёв (25; 14), Александр Рычагов (25; 0), Валерий Тараканов (17; 0), Валерий Чернов (12; 0). В команде также выступали Владимир Салеев (1; 0) и Александр Сидоров (2; 0).
8. «Енисей» (Красноярск) (21 игрок): Михаил Лещинский (9), Леонид Паценкер (26) — Владимир Артёмов (22; 12), Александр Гурин (16; 0), Владимир Гуртовой (16; 3), Юрий Иванов (24; 6), Константин Колесов (24; 0), Сергей Корешников (18; 9), Владимир Куманёв (17; 4), Виктор Ломанов (24; 3), Сергей Ломанов-ст. (20; 20), Виктор Лыков (19; 1), Андрей Пашкин (21; 35), Геннадий Преловский (24; 4), Виталий Савлук (23; 1), Евгений Фирсов (15; 1), Виктор Шакалин (25; 1), Анатолий Шевяков (15; 0), Сергей Шиповалов (20; 4). В составе команды также выступали Владимир Гредин (1; 0) и Валерий Селиванов (5; 0).
9. СКА (Хабаровск) (19 игроков): Валерий Косс (12), Сергей Лазарев (14), Владимир Огнев (5) — Владимир Башан (24; 25), Виктор Булдыгин (26; 9), Александр Волков (25; 1), Анатолий Гладилин (25; 1), Сергей Данилов (16; 12), Владимир Ивашин (26; 20), Виктор Ковалёв (22; 6), Сергей Кузнецов (26; 0), Александр Першин (19; 5), Владимир Петров (24; 0), Сергей Слепов (23; 8), Юрий Тишин (21; 5), Валерий Чухлов (15; 2). В составе команды также выступали Вячеслав Казаков (10; 1), Владимир Момотов (3; 0) и Евгений Шестаков (6; 0).
10. «Уральский трубник» (Первоуральск) (20 игроков): Геннадий Михайловских (19), Владимир Чермных (21) − Александр Бревнов (25; 4), Евгений Великанов (21; 1), Леонид Вострецов (19; 0), Вадим Давыдов (14; 0), Николай Денисов (26; 14), Александр Дубов (21; 2), Александр Зверев (26; 0), Евгений Злоказов (26; 2), Сергей Королёв (24; 5), Николай Коханов (20; 2), Александр Мальцев (21; 12), Владимир Мозговой (24; 2), Юрий Панченко (20; 4), Анатолий Романов (23; 20), Владимир Скуридин (20; 6), Юрий Черных (26; 0). В команде также выступали Владимир Сучков (6; 1) и Евгений Федотов (3; 2).
11. «Локомотив» (Иркутск) (19 игроков): Леонид Князьков (23), Геннадий Кривощёков (10) — Всеволод Белый (26; 0), Вячеслав Говорков (26; 9), Анатолий Данилов (20; 0), Евгений Данилов (21; 2), Виктор Девятых (15; 0), Валентин Клименко (22; 0), Виталий Колесников (25; 4), Александр Комаровский (16; 19), Геннадий Кондаков (24; 8), Владимир Корытин (13; 9), Сергей Семёнов (22; 0), Сергей Сиротенко (15; 0), Борис Хандаев (19; 6), Игорь Хандаев (24; 4), Виктор Шаров (17; 2). В команде также выступали Виктор Баранов (2; 0) и Юрий Максимов (3; 0).
12. «Юность» (Омск) (22 игрока): Сергей Ефремов (7), Владимир Тюрнин (22) − Николай Агалаков (12; 0), Юрий Акищев (17; 6), Тимофей Андреев (4; 0), Виктор Галкин (22; 9), Виктор Дёмин (20; 0), Виктор Екимов (22; 0), Владислав Ермолов (23; 17), Виктор Ивлиев (2; 0), Владимир Костюк (22; 0), Николай Навалихин (25; 12), Александр Найданов (23; 11), Василий Першин (25; 0), Владимир Савченко (23; 9), Валерий Созинов (26; 1), Александр Шуешкин (17; 5), Владимир Юдин (19; 4). В команде также выступали Владислав Плесовских (4; 0), Юрий Савченко (2; 0), Юрий Самсонов (2; 0) и вратарь Амир Хайруллин (2; 0).
13. «Кузбасс» (Кемерово) (20 игроков): Виктор Иордан (20), Виктор Турлаков (10) — Владимир Балаганский (10; 3), Владимир Бахаев (21; 2), Сергей Береснев (24; 8), Виктор Бурдыгин (23; 3), Владимир Евтушенко (16; 1), Владимир Китов (15; 0), Владимир Коровин (25; 4), Александр Куземчик (26; 4), Сергей Лихачёв (15; 2), Виктор Масленников (20; 0), Сергей Мяус (13; 0), Валерий Рябченко (24; 0), Геннадий Савельев (23; 10), Сергей Свердлов (21; 9), Николай Усольцев (25; 20), Валерий Шаповалов (17; 0). В команде также выступали Анатолий Волохин (5; 0) и Олег Корпалёв (6; 0).
14. «Водник» (Архангельск) (19 игроков): Сергей Драчев (26) — Виктор Грайм (14; 0), Валерий Кашкарёв (22; 1), Евгений Кокорин (14; 0), Александр Митричев (24; 7), Сергей Некрасов (21; 3), Андрей Панин (13; 0), Виталий Петровский (25; 3), Сергей Попов (26; 9), Сергей Семёнов (23; 23), Вячеслав Серов (22; 6), Александр Скирденко (23; 0), Анатолий Сорокин (25; 0), Владимир Харев (18; 0), Юрий Харев (14; 0), Александр Шкаев  (18; 8). В составе команды также выступали Владимир Лысанов (12; 0), Алексей Попов (7; 2) и вратарь Владимир Сибирцев (1).

Лучший бомбардир — Александр Сивков, СКА (Свердловск) — 44 мяча.
По итогам сезона определён список 22 лучших игроков.

## Первая группа класса «А»
Соревнования прошли с 20 ноября 1976 по 5 марта 1977 года. На предварительном этапе 16 команд, разбитые на две подгруппы, оспаривали по три путёвки от каждой подгруппы в финальную часть.

### Первая подгруппа
| М | Команда                     | 1                | 2                | 3                 | 4                | 5               | 6               | 7                | 8                 | В  | Н | П  | Мячи             | О  |
| - | --------------------------- | ---------------- | ---------------- | ----------------- | ---------------- | --------------- | --------------- | ---------------- | ----------------- | -- | - | -- | ---------------- | -- |
| 1 | «Север» (Северодвинск)      |                  | 3:0 4:0 2:3 5:3  | 2:2 7:3 1:5 3:4   | 2:1 7:5 1:1 2:4  | 2:1 8:0 5:1 3:3 | 5:0 5:2 3:0 3:2 | 9:1 10:3 2:3 5:1 | 11:1 7:1 4:4 2:2  | 18 | 5 | 5  | 123 — 56 = + 67  | 41 |
| 2 | «Фили» (Москва)             | 3:2 3:5 0:3 0:4  |                  | 6:5 8:3 1:4 5:2   | 5:3 3:4 3:3 2:2  | 3:1 2:0 3:1 3:2 | 3:0 6:2 3:0 0:2 | 9:4 10:1 4:3 6:2 | 12:0 8:2 8:4 1:3  | 19 | 2 | 7  | 120 — 67 = + 53  | 40 |
| 3 | «Родина» (Киров)            | 5:1 4:3 2:2 3:7  | 4:1 2:5 5:6 3:8  |                   | 7:4 7:2 4:3 3:3  | 2:1 9:2 4:0 1:3 | 4:2 5:4 5:5 0:0 | 12:2 7:3 0:4 4:1 | 9:1 9:3 10:2 16:2 | 18 | 4 | 6  | 146 — 80 = + 66  | 40 |
| 4 | «Североникель» (Мончегорск) | 1:1 4:2 1:2 5:7  | 3:3 2:2 3:5 4:3  | 3:4 3:3 4:7 2:7   |                  | 2:1 4:4 1:1 2:2 | 5:0 2:1 5:3 4:4 | 8:1 7:1 2:3 11:3 | 12:0 8:2 3:1 2:3  | 12 | 8 | 8  | 113 — 76 = + 37  | 32 |
| 5 | «Красная заря» (Ленинград)  | 1:5 3:3 1:2 0:8  | 1:3 2:3 1:3 0:2  | 0:4 3:1 1:2 2:9   | 1:1 2:2 1:2 4:4  |                 | 4:3 2:3 3:6 4:2 | 2:1 7:2 4:4 1:1  | 5:2 7:0 4:4 2:0   | 8  | 7 | 13 | 68 — 82 = — 14   | 23 |
| 6 | «Строитель» (Сыктывкар)     | 0:3 2:3 0:5 2:5  | 0:3 2:0 0:3 2:6  | 5:5 0:0 2:4 4:5   | 3:5 4:4 0:5 1:2  | 6:3 2:4 3:4 3:2 |                 | 8:4 9:3 3:4 4:2  | 9:2 5:1 2:1 2:2   | 9  | 4 | 15 | 83 — 90 = — 7    | 22 |
| 7 | «Нефтяник» (Новокуйбышевск) | 3:2 1:5 1:9 3:10 | 3:4 2:6 4:9 1:10 | 4:0 1:4 2:12 3:7  | 3:2 3:11 1:8 1:7 | 4:4 1:1 1:2 2:7 | 4:3 2:4 4:8 3:9 |                  | 2:1 4:3 3:3 2:0   | 7  | 3 | 18 | 68 — 151 = — 83  | 17 |
| 8 | «Знамя» (Воткинск)          | 4:4 2:2 1:11 1:7 | 4:8 3:1 0:12 2:8 | 2:10 2:16 1:9 3:9 | 1:3 3:2 0:12 2:8 | 4:4 0:2 2:5 0:7 | 1:2 2:2 2:9 1:5 | 3:3 0:2 1:2 3:4  |                   | 2  | 5 | 22 | 50 — 169 = — 119 | 9  |

### Вторая подгруппа
| М | Команда                      | 1                  | 2                | 3               | 4                 | 5               | 6                | 7                | 8                  | В  | Н | П  | Мячи             | О  |
| - | ---------------------------- | ------------------ | ---------------- | --------------- | ----------------- | --------------- | ---------------- | ---------------- | ------------------ | -- | - | -- | ---------------- | -- |
| 1 | «Сибсельмаш» (Новосибирск)   |                    | 11:4 3:3 2:5 6:4 | 2:2 6:1 6:4 5:6 | 6:2 10:1 4:7 5:5  | 7:1 7:2 5:5 3:4 | 13:0 8:0 8:0 5:1 | 5:1 5:2 5:1 1:2  | 12:1 10:4 8:5 14:2 | 19 | 4 | 5  | 182 — 75 = + 107 | 42 |
| 2 | «Труд» (Краснотурьинск)      | 5:2 4:6 4:11 3:3   |                  | 2:0 4:1 7:3 4:6 | 5:3 3:3 3:8 6:5   | 3:3 6:4 2:6 0:2 | 5:0 7:1 4:5 3:1  | 5:1 12:2 0:1 2:0 | 7:1 6:3 10:1 3:2   | 17 | 3 | 8  | 125 — 84 = + 41  | 37 |
| 3 | «Локомотив» (Оренбург)       | 4:6 6:5 2:2 1:6    | 3:7 6:4 0:2 1:4  |                 | 5:2 3:3 4:4 2:3   | 5:3 5:2 1:3 2:4 | 3:1 3:2 4:0 2:7  | 8:0 5:4 4:1 2:1  | 5:1 3:3 2:3 7:2    | 14 | 4 | 10 | 98 — 85 = + 13   | 32 |
| 4 | «Торпедо» (Сызрань)          | 7:4 5:5 2:6 1:10   | 8:3 5:6 3:5 3:3  | 4:4 3:2 2:5 3:3 |                   | 4:1 5:2 4:5 5:7 | 9:2 4:1 1:3 4:1  | 2:4 4:0 2:1 2:3  | 8:0 11:3 3:2 12:2  | 14 | 4 | 10 | 126 — 93 = + 33  | 32 |
| 5 | «Хромпик» (Первоуральск)     | 5:5 4:3 1:7 2:7    | 6:2 2:0 3:3 4:6  | 3:1 4:2 3:5 2:5 | 5:4 7:5 1:4 2:5   |                 | 3:4 7:1 3:4 2:4  | 3:1 3:1 2:5 4:4  | 4:0 6:4 7:6 9:3    | 14 | 3 | 11 | 107 — 101 = + 6  | 31 |
| 6 | «Труд» (Куйбышев)            | 0:8 1:5 0:13 0:8   | 5:4 1:3 0:5 1:7  | 0:4 7:2 1:3 2:3 | 3:1 1:4 2:9 1:4   | 4:3 4:2 4:3 1:7 |                  | 4:1 4:1 2:1 3:2  | 4:4 7:4 5:4 4:4    | 12 | 2 | 14 | 71 — 119 = — 48  | 26 |
| 7 | «Никельщик» (Верхний Уфалей) | 1:5 2:1 1:5 2:5    | 1:0 0:2 1:5 2:12 | 1:4 1:2 0:8 4:5 | 1:2 3:2 4:2 0:4   | 5:2 4:4 1:3 1:3 | 1:2 2:3 1:4 1:4  |                  | 4:0 3:2 2:4 3:0    | 8  | 1 | 19 | 52 — 95 = — 43   | 17 |
| 8 | «Орал» (Уральск)             | 5:8 2:14 1:12 4:10 | 1:10 2:3 1:7 3:6 | 3:2 2:7 1:5 3:3 | 2:3 2:12 0:8 3:11 | 6:7 3:9 0:4 4:6 | 4:5 4:4 4:4 4:7  | 4:2 0:3 0:4 2:3  |                    | 2  | 3 | 23 | 70 — 179 = — 109 | 7  |

### Финал
Прошёл в Новосибирске.
| М | Команда                    | 1   | 2   | 3   | 4   | 5   | 6   | В | Н | П | Мячи           | О |
| - | -------------------------- | --- | --- | --- | --- | --- | --- | - | - | - | -------------- | - |
| 1 | «Сибсельмаш» (Новосибирск) |     | 1:1 | 6:5 | 5:1 | 6:3 | 4:1 | 4 | 1 | 0 | 22 — 11 = + 11 | 9 |
| 2 | «Север» (Северодвинск)     | 1:1 |     | 6:2 | 2:0 | 3:4 | 5:4 | 3 | 1 | 1 | 17 — 11 = + 6  | 7 |
| 3 | «Труд» (Краснотурьинск)    | 5:6 | 2:6 |     | 8:6 | 2:0 | 2:1 | 3 | 0 | 2 | 19 — 19 = 0    | 6 |
| 4 | «Родина» (Киров)           | 1:5 | 0:2 | 6:8 |     | 3:1 | 5:2 | 2 | 0 | 3 | 15 — 18 = — 3  | 4 |
| 5 | «Локомотив» (Оренбург)     | 3:6 | 4:3 | 0:2 | 1:3 |     | 4:4 | 1 | 1 | 3 | 12 — 18 = — 6  | 3 |
| 6 | «Фили» (Москва)            | 1:4 | 4:5 | 1:2 | 2:5 | 4:4 |     | 1 | 0 | 4 | 12 — 20 = — 8  | 1 |

- «Сибсельмаш» (Новосибирск) (20 игроков): Александр Веденеев, Сергей Шилов − Александр Андреев (12), Михаил Войтович, Степан Дудчак (4), Владимир Ефименко (5), Валерий Желтобрюхов (2), Валерий Журавлёв (74), Александр Корешников (23), Виталий Лазицкий (3), Александр Ларионов (1), Александр Майорин (12), Владимир Перепелов (57), Александр Простосердов, В. Сапроненко (2), Юрий Свиридов (1), Анатолий Спиридонов (1), А. Старовойтов, Михаил Фисун, Виктор Хорошко, Виктор Чупров (3). Играющий главный тренер Виталий Лазицкий.

Право выступать в высшей лиге завоевал «Сибсельмаш» (Новосибирск).

## Вторая группа класса «А»
Соревнования прошли с 29 января по 25 февраля 1975 года. На предварительном этапе 37 команд, разбитых на пять зон, определили победителей. В финальном турнире участвовали победители зон, которые определили победителя второй группы класса «А» и обладателя путёвки в первую группу.
- Первая зона. (Биробиджан). Победитель «Нефтяник» (Хабаровск).
- Вторая зона. (Димитровград), Ульяновская область. Победитель НИИАР (Димитровград), Ульяновская область.
- Третья зона. (Павлово-на-Оке), Горьковская область. Победитель «Труд» (Обухово).
- Четвёртая зона. (Иваново). Победитель «Машиностроитель» (Карпинск).
- Пятая зона. (Архангельск). Победитель ЛОМО (Ленинград).

### Финальный турнир второй группы класса «А»
Заключительный этап соревнований состоялся в Димитровграде.
| М | Команда                      | 1    | 2   | 3   | 4    | 5    | В | Н | П | Мячи           | О |
| - | ---------------------------- | ---- | --- | --- | ---- | ---- | - | - | - | -------------- | - |
| 1 | «Труд» (Обухово)             |      | 6:3 | 2:2 | 12:4 | 11:1 | 3 | 1 | 0 | 31 — 10 + 21   | 7 |
| 2 | «Машиностроитель» (Карпинск) | 3:6  |     | 3:0 | 2:1  | 8:4  | 3 | 0 | 1 | 16 — 11 = + 5  | 6 |
| 3 | «Нефтяник» (Хабаровск)       | 2:2  | 0:3 |     | 9:5  | 7:6  | 2 | 1 | 1 | 18 — 16 = + 2  | 5 |
| 4 | НИИАР (Димитровград)         | 4:12 | 1:2 | 5:9 |      | 12:5 | 1 | 0 | 3 | 22 — 28 = — 6  | 2 |
| 5 | ЛОМО (Ленинград)             | 1:11 | 4:8 | 6:7 | 5:12 |      | 0 | 0 | 4 | 16 — 38 = — 22 | 0 |

- «Труд» (Обухово): В. Коротков, А. Лапин — В. Александров, В. Бадулин, А. Глазов, Е. Горов, В. Журавлёв, В. Кузнецов, Ю. Лагош, Ю. Осокин, Е. Семёнов, И. Снегирёв, В. Соколов, В. Соколов, В. Филатов, С. Чумичёв, Юрий Шорин. Играющий главный тренер — Ю. А. Шорин.

«Труд» (Обухово) завоевал право выступать в первой группе класса «А», однако команда отказалась от повышения в классе.